# Torbogen Altzitzschewig 3 (Radebeul)
Der Torbogen Altzitzschewig 3 ist ein Einzeldenkmal im sächsischen Radebeul-Zitzschewig; er gehört zum dortigen Dreiseithof am Anger Altzitzschewig.

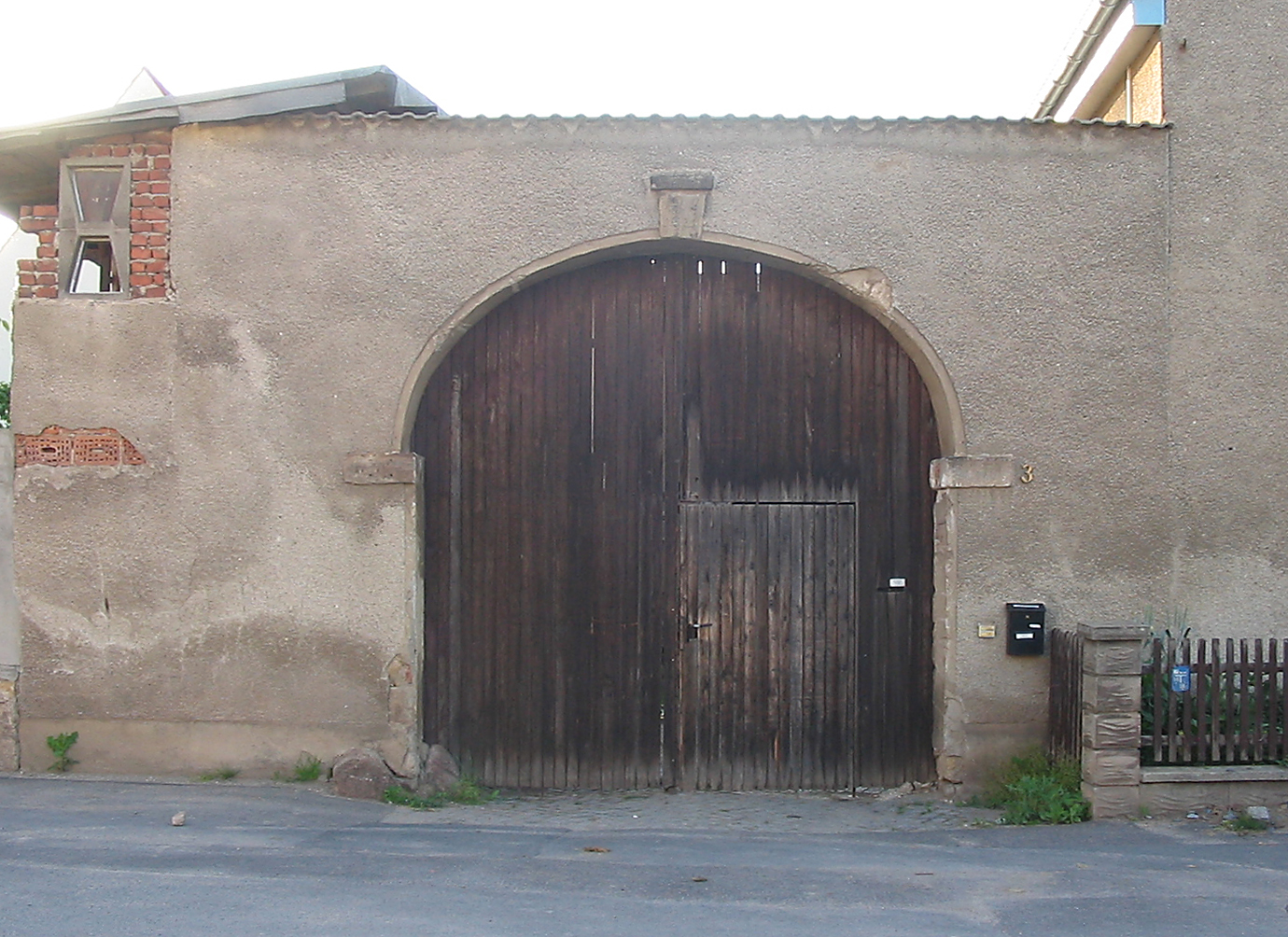
Torbogen Altzitzschewig 3 (2009)

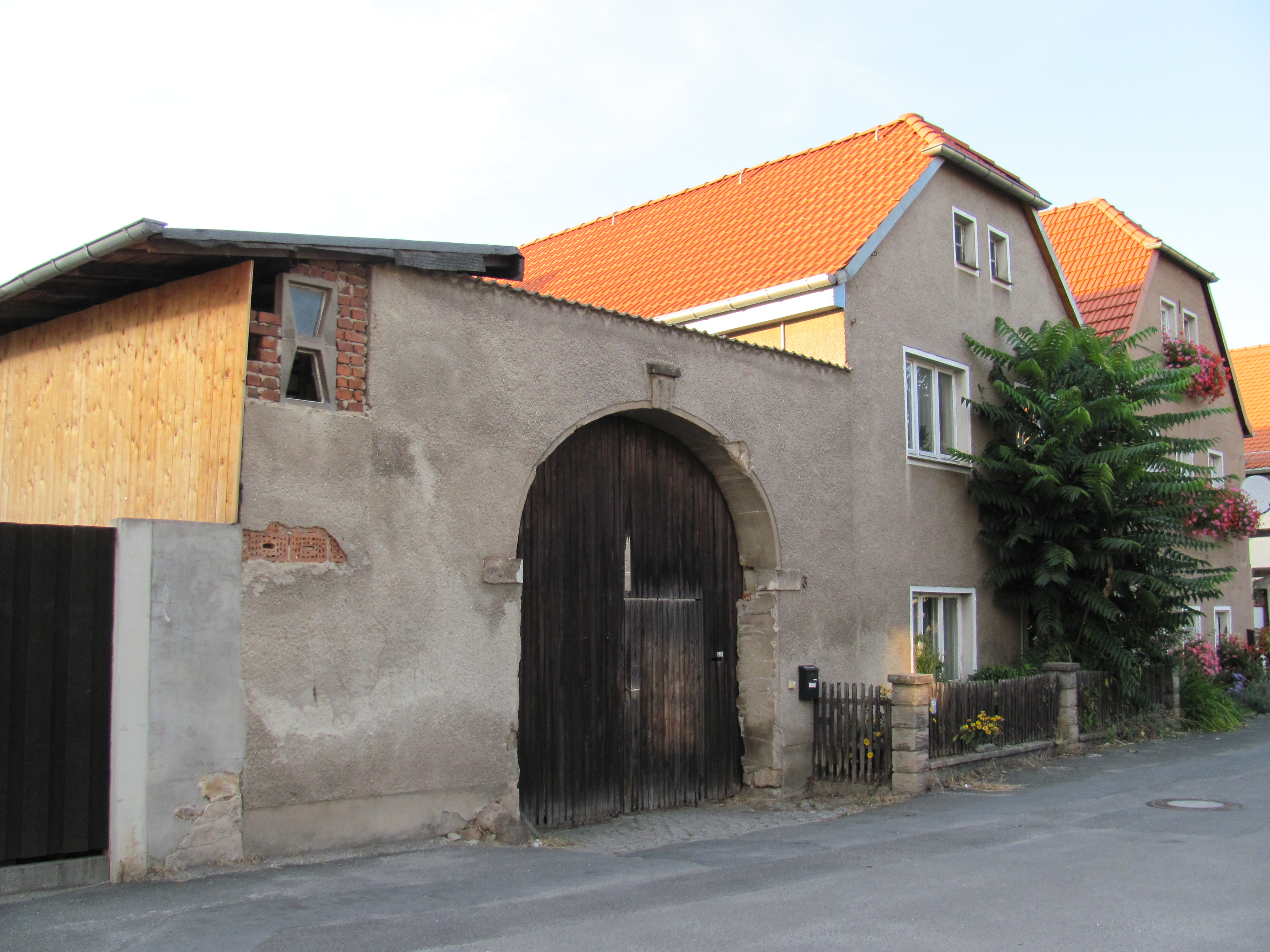
Torbogen Altzitzschewig 3 (2012)

In der etwa vier Meter hohen Putzmauer befindet sich der gedrückt rundbogige Torbogen mit Kämpfersteinen und einem Schlussstein. Auf diesem fanden sich laut Denkmaltopografie 2007 die Initialen J.G.S., No. 39 und die Datierung auf 1824. Lohse dagegen beschrieb 2010 die Inschrift wie folgt: „Der Schlussstein lässt die Initialen J.G.C. und die Jahreszahl 1824 erkennen. Die Spuren einer zweiten, wohl älteren Inschrift sind noch zu erahnen, aber nicht mehr lesbar.“ Unten im Torbogen ist noch der linke Prellstein vorhanden.
Das Holztor ist zweiflüglig. Im rechten Flügel befindet sich eine Personenpforte.